# Pevnost Klis
Pevnost Klis (chorvatsky tvrđava Klis, italsky fortezza di Clissa) je opevněný hrad v těsné blízkosti obce Klis v Chorvatské Dalmácii, přibližně 5 km severovýchodně od Splitu a asi 3 km od Solinu, na silnici vedoucí do Sinje.

## Dějiny

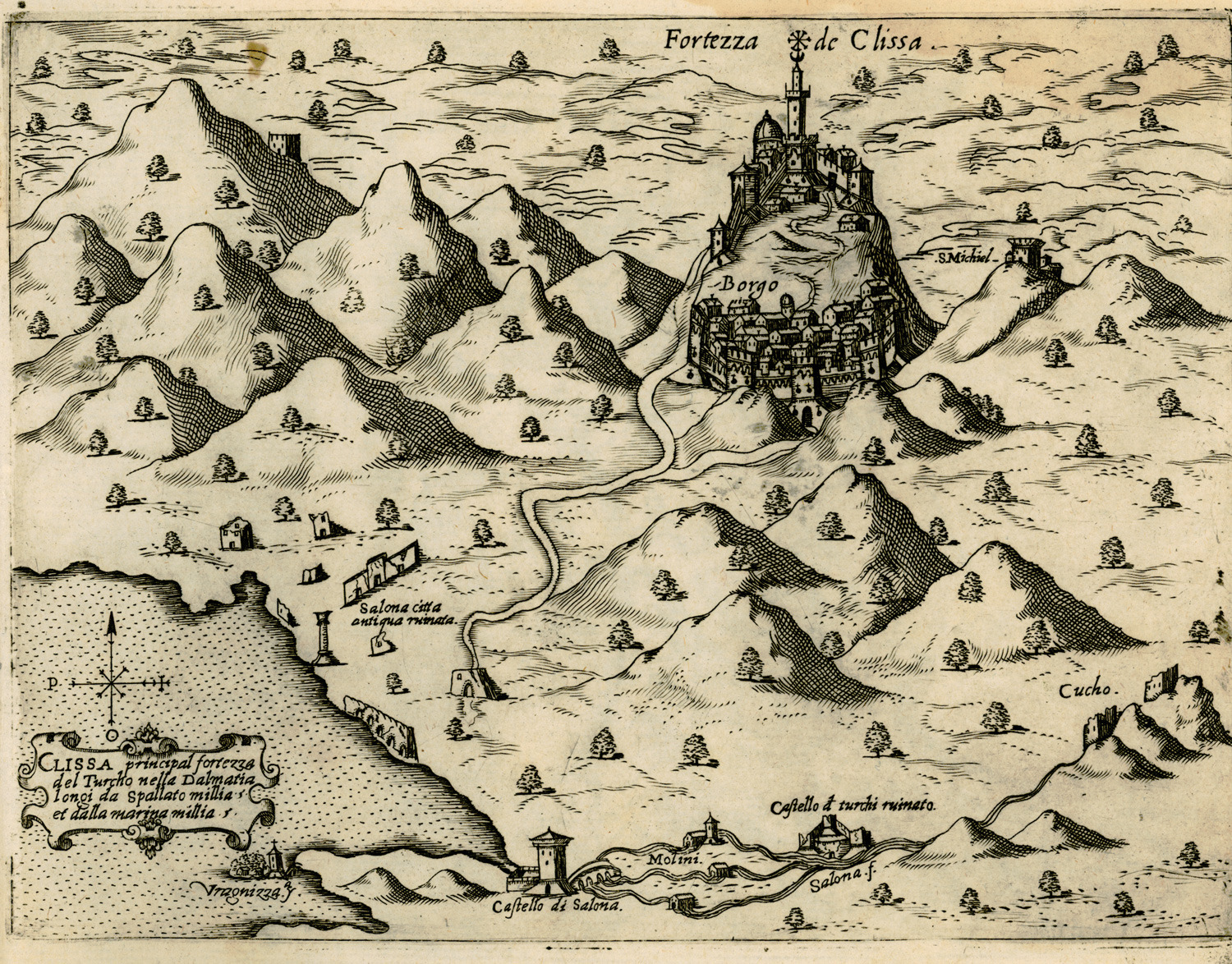
Pevnost Klis (16. století)

Když se po knížeti Vladislavovi v roce 835 vlády ujal Mislav, vládl z Klisu jako kníže Bílého Chorvatska. Jako zbožný panovník nechal odevzdávat desátek z kliské úrody arcibiskupství v sousedním Splitu.
Kliská pevnost byla rovněž prvním sídlem uskockých válečníků, vedených Petarem Kružićem, jejichž cílem zde bylo zamezení postupu Turků z bosenského vnitrozemí na chorvatské pobřeží. Uskoci a zbytek obyvatelstva však potřebovali podporu, proto přijali nadvládu Rakouska a 1. ledna 1527 uznali Ferdinanda I. Habsburského jako svého panovníka výměnou za pomoc proti Osmanům.
Mír z roku 1540 povoloval Benátkám držet pouze námořní města, zatímco ve vnitrozemí byla vytvořena turecká provincie, ovládaná sandžak-bejem – správcem s vojenskými pravomocemi z pevnosti Klis.
V roce 1596 benátská nepravidelná vojska během bitvy u Klisu pevnost obsasila a poté však byli nuceni předat ji zpět osmanské přesile.
Na začátku Krétské války v letech 1645–1669, zahájili místní slovansko-turečtí bejové sérii útoků proti benátskému Splitu, ale síly Serenissimy – pod velením proveditora Leonarda Foscola se postavily na odpor.
Během zimy roku 1648 Foscolo rozhodl, že nastal čas město dobýt a eliminovat hrozbu pro Split. Průsmyk Klis navíc představoval výhodnou cestu do nitra Bosny v případě, že by se Benátčané rozhodli pokračovat v ofenzívě. Kvůli poloze pevnosti, trojité hradbě na vrcholu skalnatého výběžku a nepříznivému ročnímu období šlo o velmi složitou operaci. Nicméně benátský úspěch byl úplný a stabilizoval hranici v tomto bodě, a to až do pádu Benátské republiky v květnu roku 1797.

## Klis v kultuře
Klis byla použita pro natáčení televizního seriálu společnosti HBO Hra o trůny.